# Benno Pierweijer
Benno Adriaan Pierweijer (Enschede, 29 maart 1948 - Enschede, 13 februari 2004) was een Nederlands pianist en muziekpedagoog. 
Pierweijer kreeg zijn eerste pianolessen van Albert ten Donkelaar in Losser, dirigent van Kunst aan ’t Volk. Naast piano nam hij ook hoboles en speelde hij enkele jaren mee in het orkest van Ten Donkelaar. Pierweijer vervolgde zijn studie aan het Twents Conservatorium in Enschede (tegenwoordig ArtEZ Conservatorium) bij Ber Joosen, waar hij cum laude zijn B-akte voor piano behaalde. Nadien behaalde hij in Brussel de Premier Prix bij Nicole Henriot en na het behalen van het solistendiploma de Prix d’Excellence bij Jan Wijn te Amsterdam. Hij volgde meester-cursussen bij onder anderen Yvonne Lefébure en Rudolf Firkusny aan de Juilliard School te New York en Hepzibah Menuhin, zus en begeleider van violist en dirigent Yehudi Menuhin. 
In 1982 verwierf hij een zilveren onderscheiding bij het Marguerite Long Concours in Parijs. In 1971 werd hij benoemd tot hoofdvakleraar piano aan het Twents Conservatorium. Als Steinway-artiest gaf hij concerten in onder andere Parijs, Genève, Frankfurt en Luzern en maakte verscheidene opnames voor de radio. Bij de Nederlandse orkesten was hij regelmatig te gast als solist. Hij maakte een concertreis naar Duitsland met het Radio Filharmonisch Orkest onder leiding van Jean Fournet. Met hoboïst Evert van Tright maakte Pierweijer een concertreis door de Verenigde Staten en nam hij in 1981 een album op met werken van Koechlin, Poulenc en Roussel waaronder een wereld-plaatpremière (first recording) van de Sonate voor piano en hobo van Charles Koechlin, op.58 (CRCI 180556). Zijn repertoire omvatte werken van de barok tot en met de 20ste eeuw (waaronder werken van hedendaagse Nederlandse componisten als Louis Andriessen, Reinbert de Leeuw, Walter Hekster en Matthieu Geelen).  
Benno Pierweijer trouwde op 7 december 1972 met pianiste Fenny Kuipers. Ze kregen twee dochters. Pierweijer was een begaafd pianist met een enorme techniek. Hij overleed in 2004 op 55-jarige leeftijd in zijn woonplaats Enschede.